# فرناندو توريس (ممثل)
فرناندو توريس (بالبرتغالية: Fernando Torres‏) هو مخرج وممثل برازيلي، ولد في 14 نوفمبر 1927 في البرازيل، وتوفي في 4 سبتمبر 2008 بريو دي جانيرو في البرازيل بسبب نفاخ رئوي.

## أعمال

### أفلام
- (1985) قبلة المرأة العنكبوت

## وصلات خارجية
- فرناندو توريس على موقع IMDb (الإنجليزية)
- فرناندو توريس على موقع الموسوعة البريطانية (الإنجليزية)
- فرناندو توريس على موقع ألو سيني (الفرنسية)
- فرناندو توريس على موقع أول موفي (الإنجليزية)
- فرناندو توريس على موقع قاعدة بيانات الأفلام السويدية (السويدية)
- فرناندو توريس على موقع قاعدة بيانات الفيلم (الإنجليزية)
- فرناندو توريس على موقع كينوبويسك (الروسية)